# Larry Myricks
Larry Myricks (nacido el 10 de marzo de 1956) fue un atleta estadounidense que compitió principalmente en la disciplina de salto de longitud.
Compitió para los Estados Unidos en los Juegos Olímpicos de 1988 en Seúl (Corea del Sur) en salto de longitud donde consiguió la medalla de bronce gracias a un salto de 8,74
metros. El oro se lo llevó Carl Lewis, con un salto de 8,72 metros.
El 18 de julio de 1988, en Indianápolis, logró su récord personal con 8,74 m. Esta marca es la quinta mejor de la historia en esta disciplina. 
- Datos: Q539184